# Slægternes Kamp
Slægternes Kamp è un film del 1918, diretto da Ernst Dittmer, con Viggo Wiehe. 

## Trama
Il ventenne Ejvin Nordeck abita nei propri possedimenti di Wilitza con il suo tutore Witthold. Un giorno egli si sottrae alle pedanti lezioni del professor Ems, che lo sta preparando per l'ammissione all'università, e si reca a caccia nel bosco della tenuta. Qui incontra Wanda, che, giunta lì durante una gita in barca col cugino Leo Morensky, si era persa. Ejvind ne rimane affascinato, e la indirizza sulla strada di casa, dalla principessa Jadviga, rientrata nel paese dopo una lunghissima assenza.
Il giorno dopo Witthold riceve una lettera dalla principessa, e ritiene sia giunto il momento di esporre ad Ejvind la storia della sua vita. Il padre di Ejvind, un ricco borghese, aveva comperato la tenuta di Wilitza dai Morensky, aristocratici impoveriti. La principessa Jadviga, nata Morensky, per mantenere le proprietà famigliari, si era decisa a sposare Nordeck padre, nonostante le pesasse il dislivello sociale, e la coppia aveva concepito Ejvind. Nordeck era di carattere autoritario (aveva ad esempio comminato una smisurata punizione al dipendente Osleki, colto a cacciare di frodo nei possedimenti signorili): dopo una delle frequenti liti la moglie lo aveva lasciato, e più avanti si era unita ad un cugino, sempre Morensky, e con lui aveva avuto il figlio Leo. Ejvind era quindi cugino di Wanda (figlia del fratello della principessa) e fratello per parte di madre di Leo. Nordeck padre era morto di lì a poco, ed aveva affidato il figlio piccolo, e i possedimenti, al suo amico Witthold, il tutore, facendogli promettere di non permettere alla madre di vederlo. Ora che il secondo marito di Jadviga era morto, Witthold aveva ceduto alle preghiere della principessa, e aveva presentato Ejvind alla madre.
Quello che Witthold non sapeva erano le circostanze dell'allontanamento di Jadviga da Wilitza: rinchiusa in una stanza nella torre del castello, era stata aiutata da Patrick, vecchio fedele servitore dei Morensky, a fuggire, attraverso un passaggio segreto sotterraneo cui si accedeva tramite una scala (della quale bisognava evitare il tredicesimo gradino) e che passava per la cripta dov'erano sepolti generazioni di Morensky. Il marito aveva scoperto il passaggio segreto, e, all'inseguimento di Jedviga, aveva posto piede sul gradino, provocando la chiusura automatica dell'ingresso e l'allagamento del sotterraneo. Nordeck era stato ritrovato il giorno dopo, sfinito, da Frank, l'amministratore della tenuta, sulle rive del fiumiciattolo dove il sotterraneo allagato aveva il suo sbocco: a seguito di questa prova Nordeck si era indebolito ed infine era morto.
Jadviga non aveva mai smesso di desiderare di rientrare in pieno possesso di Wilitza, per cui favorisce il corteggiamento da parte di Ejvind della nipote Wanda, peraltro promessa sposa di Leo. Durante l'assenza di Ejvind, residente ora, almeno provvisoriamente, nella città universitaria, Jadviga, più o meno surrettiziamente, si stabilisce a Wilitza. Fra il contado, venuto a conoscenza degli antefatti, si manifesta una divisione: c'è chi ritiene che la proprietà spetti alla principessa, chi a Ejvind. Witthold, che aveva subodorato qualcosa di strano nel comportamento della principessa, viene provvidenzialmente (per Jadviga) a morire, in circostanze naturali, o forse con l'aiuto di Osleki, che la principessa, facendo leva sulla sua volontà di vendetta verso Nordeck padre, o i suoi discendenti, aveva promosso ad un ruolo importante nell'amministrazione del castello.
Ejvind, avvertito da Frank, fa ritorno alla tenuta. La madre, che licenzia Frank, non perde occasioni per liberarsi del figlio Nordeck. Un giorno Ejvind scopre il passaggio segreto, e Osleki, scortolo, piazza una carica dinamitarda nel sotterraneo: l'esplosione fa scattare il tredicesimo gradino, e l'acqua attenua la violenza dell'incendio, per cui Ejvind, risospinto verso il medesimo corso d'acqua presso il quale era stato trovato il padre, si salva, e si dirige verso la casa di Osleki, avverito dal professor Elm che l'aveva visto armeggiare nei dintorni. L'opposizione fra le due fazioni della popolazione locale si tramuta in vera e propria guerra, mentre Osleki, insieme ad alcuni armati, sta preparando un agguato a Ejvind, dopo che quest'ultimo aveva intimato alla madre e ai suoi famigliari di lasciare la tenuta: ma gli uomini armati uccidono per errore Leo invece del fratello.
Wanda, rinchiusa dalla madre, si libera e accorre ad avvertire Ejvind: Patrick, non trovandola più, la va a cercare, e si imbatte nel cadavere di Leo, che porta a casa di un fautore della fazione avversa alla principessa, l'ex-amministratore Frank. Leo, l'ultimo dei Morensky, viene sepolto nella cripta di famiglia, dove Ejvind propone alla madre di porre infine termine alla "faida famigliare" ("Slægternes kamp").   